# Hydriomena exculpata
Hydriomena exculpata är en fjärilsart som beskrevs av Barnes och Mcdunnough 1917. Hydriomena exculpata ingår i släktet Hydriomena och familjen mätare. Inga underarter finns listade i Catalogue of Life.